# Лінія 12 (Паризький метрополітен)
Лінія 12 — одна з шістнадцяти ліній Паризького метрополітену. 
Сполучає Іссі-ле-Муліно, приміське місто на південний захід від Парижа, з Мері д'Обервільє у місті Обервільє на півночі. 
З понад 84 мільйонами поїздок на рік, лінія 12 є одинадцятою за пасажирообігом лінією мережі. 
Має кілька важливих зупинок, таких як Мадлен, VI округ Парижа, Порт-де-Версаль і два національні залізничні вокзали, Монпарнас і Сен-Лазар. 
Послуга працює щодня, на лінії використовуються поїзди серії MF 67, стандарт мережі з початку 1970-х років.
Лінія 12 була заснована як лінія А Nord-Sud Company, яка також побудувала лінію 13. 
Лінія була побудована в 1905 — 1910 рр, щоб сполучити райони Монпарнас на півдні та Монмартр на півночі. 
Перша поїздка від Порт-де-Версаль до Нотр-Дам-де-Лоретт відбулася 5 листопада 1910 року. 
Лінія була другою, яка була побудована на осі північ-південь, конкуруючи з лінією 4 Compagnie du chemin de fer métropolitain de Paris (CMP; Paris Metropolitan Railway Company). 
Лінію поступово розширювали до 1934 року, коли вона досягла Мері-д'Іссі на півдні. 
Тунель до північної кінцевої зупинки Порт-де-ля-Шапель було завершено в 1916 році. 
У 1930 році CMP купила «Nord-Sud Company», і лінія A була інтегрована в нову уніфіковану мережу як лінія 12. 
У 1949 році CMP сама була об'єднана з RATP, Паризькою компанією громадського транспорту. 
Лінія мілкого закладення.

## Хронологія
- 5 листопада 1910: лінія А компанією Nord-Sud була відкрита від Порт-де-Версаль до Нотр-Дам-де-Лоретт;
- 8 квітня 1911: лінія була продовжена на північ від Нотр-Дам де Лоретт до Пігаля;
- 31 жовтня 1912: лінія була продовжена від Пігаля до Жюля Жоффрена;
- 23 серпня 1916: лінія була продовжена від Жюля Жоффрена до Порт-де-ла-Шапель;
- 1930: компанію Nord-Sud купила компанія CMP. Лінія А став 12-м;
- 24 березня 1934: лінія була продовжена від Порт-де-Версаль до Мері-д'Іссі.
- 18 грудня 2012: лінія була продовжена від Порт-де-ла-Шапель до Обервільє – Сен-Дені – Фронт-Популяр.
- 31 травня 2022: лінія була продовжена від Фрон Популер до Мері д'Обервільє.

## Станції
Лінія 12 має 31 станцію, у тому числі 12 із сполученнями з 9 іншими лініями метро та однією лінією RER, двома мережами Transilien та двома національними залізничними станціями.
| Станція                  | Муніципалітет / округ | Пересадки                                                       | Примітки                                                                 |
| ------------------------ | --------------------- | --------------------------------------------------------------- | ------------------------------------------------------------------------ |
| Мері д'Обервільє         | Обервільє             |                                                                 |                                                                          |
| Еме Сезер                | Обервільє             |                                                                 | названий на честь французького мартинікського поета Еме Сезера.          |
| Фрон Популер             | Обервільє, Сен-Дені   |                                                                 |                                                                          |
| Порт-де-ля-Шапель        | XVIII округ Парижа    | трамвайна лінія 3b                                              | названий на честь Паризьких воріт                                        |
| Маркс Дормуа             | 18                    |                                                                 | названий на честь політика Маркса Дормоя, убитого в 1941 році.           |
| Маркаде — Пуассоньє      | XVIII округ Парижа    | Лінія 4                                                         |                                                                          |
| Жюль Жоффрен             | 18                    |                                                                 | названа на честь політика Жюля Жоффрена.                                 |
| Ламарк — Коленкур        | 18                    |                                                                 | названа на честь натураліста Ламарка та генерала і дипломата Коленкура.  |
| Аббес                    | 18                    | фунікулер Монмартр                                              | названа на честь настоятельок колишнього жіночого монастиря на Монмартрі |
| Пігаль                   | 9, 18                 | Лінія 2                                                         | названа на честь скульптора Жана Батиста Пігаля                          |
| Сен-Жорж                 | 9                     |                                                                 |                                                                          |
| Нотр-Дам-де-Лорет        | 9                     |                                                                 | названа на честь церкви Нотр-Дам-де-Лоретт у Парижі                      |
| Триніте — д’Естьен д’Орв | 9                     |                                                                 | названа на честь героя французького Опору д'Естьєна д'Орва               |
| Сен-Лазар                | 8, 9                  | Лінії 3, 9, 13 та 14, RER E, Transilien Saint-Lazare, Сен-Лазар |                                                                          |
| Мадлен                   | 8                     | Лінії 8, 14                                                     | біля собору Мадлен                                                       |
| Конкорд                  | 1, 8                  | Лінії 1, 8                                                      | поблизу Площі Згоди                                                      |
| Ассамбле-Насьональ       | 7                     |                                                                 | поблизу будівлі Національної асамблеї Франції                            |
| Сольферіно               | 7                     | RER C                                                           | названа на честь битви під Сольферіно                                    |
| Рю-дю-Бак                | 7                     |                                                                 |                                                                          |
| Севр — Бабілон           | 6, 7                  | Лінія 10                                                        |                                                                          |
| Ренн                     | 6                     |                                                                 | найменовано на честь міста Ренн                                          |
| Нотр-Дам-де-Шан          | 6                     |                                                                 | найменовано на честь церкви Нотр-Дам-де-Шан                              |
| Монпарнас — Б'єнвеню     | 6, 14, 15             | Лінії 4, 6 and 13, Transilien Монпарнас, Монпарнас              | у Монпарнасі, найменовано на честь Фюльжанс Б'єнвеню                     |
| Фальг'єр                 | 15                    |                                                                 | найменовано на честь Александр Фальг'єр                                  |
| Пастер                   | 15                    | 6                                                               | найменовано на честь Луї Пастера                                         |
| Волонтер                 | 15                    |                                                                 |                                                                          |
| Вожирар                  | 15                    |                                                                 |                                                                          |
| Конвансьон               | 15                    |                                                                 |                                                                          |
| Порт-де-Версаль          | 15                    | трамвайні лінії 2 та 3a                                         | найменовано на честь Версаля                                             |
| Корантен-Сельтон         | Іссі-ле-Муліно        |                                                                 |                                                                          |
| Мері-д’Іссі              | Іссі-ле-Муліно        |                                                                 |                                                                          |

## Рухомий склад
Лінію обслуговують потяги MF 67